# Carnage (gruppo musicale)
I Carnage sono stati un gruppo musicale svedese death metal fondato nel 1988 dal chitarrista Michael Amott (prima di essere sciolti dallo stesso per entrare nei Carcass) e dal cantante Johan Liiva, poi fondatore degli Arch Enemy insieme ad Amott.

## Storia del gruppo
I Carnage furono fondati a fine 1988 da Michael Amott e Johan Liiva. Dopo la registrazione di due demo (The Day Man Lost e Infestation of Evil) e continui cambi di formazione, riuscirono a pubblicare il loro disco d'esordio Dark Recollections nel 1990, quando Amott rimase come unico membro fondatore rimasto del gruppo. Con lui, i componenti originari dei Dismember: il cantante Matti Kärki, il chitarrista David Blomqvist e il batterista Fred Estby. Lo stesso fu ripubblicato nel 2000, includendo anche i due demo.
Dopo che Michael Amott venne contattato una seconda volta per entrare nei più famosi Carcass, il gruppo venne di fatto sciolto. Gli altri membri così riformarono i Dismember.
Successivamente, le strade dei due fondatori si ricongiungeranno negli Arch Enemy per poi separarsi un'altra volta.

## Discografia
Album in studio
- 1990 - Dark Recollections

Demo
- 1989 - The Day Man Lost
- 1989 - Infestation of Evil

EP
- 1989 - Live in Stockholm

## Componenti
- Michael Amott - chitarra (1988-1991)
- Matti Kärki - voce (1989-1991)
- Fred Estby - batteria (1989-1991)
- David Blomqvist - chitarra (1989-1991)
- Johnny Dordevic - basso (1989-1991)
- Johan Liiva - basso, voce (1988)
- Jeppe Larsson - batteria (1988)